# Micrisaeus gracillimus
 (octobre 2021).
Genre
Espèce
Micrisaeus gracillimus, unique représentant du genre Micrisaeus, est une espèce d'opilions laniatores à l'appartenance familiale Agoristenidae, selon World Catalogue of Opiliones (15/03/2024)

## Distribution
Cette espèce est endémique de la région d'Ucayali au Pérou. Elle se rencontre vers le Río San Alejandro.

## Description
La femelle holotype mesure 2 mm.

## Publication originale
- Roewer, 1957 : « Arachnida Arthrogastra aus Peru, III. » Senckenbergiana Biologica, vol. 38, no 1/2, p. 67-94.